# Harbrinkhoek
Harbrinkhoek (Nedersaksisch: Haarbig) is een dorp in de gemeente Tubbergen in de Nederlandse provincie Overijssel. Harbrinkhoek vormt samen met het plaatsje Mariaparochie het dubbeldorp Harbrinkhoek-Mariaparochie. In 2023 was het inwonertal van dit dubbeldorp 1870 (1.655 in Harbrinkhoek en 230 in Mariaparochie).

## Verenigingen
Enkele verenigingen in het dorp zijn:
- KPJ Harbrinkhoek
- Jong Nederland Harbrinkhoek
- Carnavalsvereniging De Dubbelkiekers
- Volleybalvereniging De Krekkers
- Voetbalvereniging MVV '29
- Vrouwenvereniging VVM
- Klootschietersvereniging Niej Haarbig
- Oranjestichting Harbrinkhoek-Mariaparochie
- Schietvereniging sv Harbrinkhoek
- Seniorenvereniging Harbrinkhoek Mariaparochie  SHM
- Tennisvereniging De Haambrink

Café Partycentrum De Spar was tot oktober 2012 thuishonk van De Dubbelkiekers en Niej Haarbig. Dit is destijds overgenomen door Bistro Kampkuiper in Harbrinkhoek.

## Geschiedenis
In 1262 werden een aantal boerderijen genoemd: Lodewich (later Löwkeboer), Heinink, Voshaar, het Wiegershuis en het Biggenhuis. Harbrinkhoek heeft zijn naam mogelijk te danken aan een havezathe met de naam Harberinck, gelegen bij het Wiegershuis aan de Haarbrinksweg 83 (jarenlang bewoond door de fam. Oude Nijhuis). In 1368 werd het genoemd als een 'horig cynsgoed'. In 1522 was de bewoner Gert Hadulberinck.

## Monumenten
Harbrinkhoek telt twee monumentale boerderijen. Achterlandsweg 9 is een 19de-eeuws langhuisboerderijtje. De dwarshuisboerderij Löwkeboer (Almeloseweg 181) uit 1923 werd gebouwd voor H.J. Lentferink naar ontwerp van H.J. Wiegers.

## Geboren
- Rik Reinerink (1973), wielrenner
- Nicole Oude Luttikhuis (1997), volleybalster

Hoofdplaats: Tubbergen     
Dorpen: Albergen · Fleringen · Geesteren · Harbrinkhoek · Langeveen · Manderveen · Mariaparochie (deels) · Reutum · Vasse

Buurtschappen: Hezingen · Haarle · Klossehoek · Mander · West-Geesteren 

Overijssel · Steden en dorpen in Overijssel      Nederland · Provincies · Gemeenten